# Maasgouw
Maasgouw este o comună în provincia Limburg, Țările de Jos. A fost formată la 1 ianuarie 2007 prin reunirea comunelor Heel, Maasbracht și Thorn.

## Localități componente
- Beegden (1800 locuitori)
- Heel (4260 locuitori)
- Linne (3770 locuitori)
- Maasbracht (7320 locuitori)
- Ohé en Laak (880 locuitori)
- Stevensweert (1660 locuitori)
- Thorn (2580 locuitori)
- Wessem (2210 locuitori)